# Koto Lanang
Koto Lanang is een bestuurslaag in het regentschap Kerinci van de provincie Jambi, Indonesië. Koto Lanang telt 1827 inwoners (volkstelling 2010).